# Otto Fischl

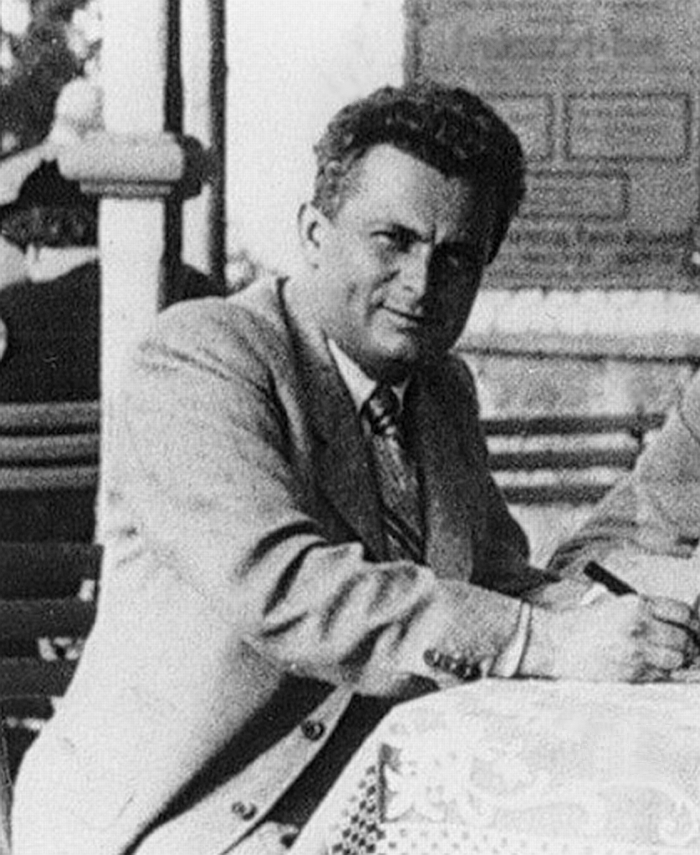
Otto Fischl

Otto Fischl (* 17. August 1902 in Dobřany; † 3. Dezember 1952 in Prag) war ein tschechoslowakischer Politiker der Kommunistischen Partei KSČ (Komunistická strana Československa) und Diplomat, der im Zuge der Field-Affäre verhaftet und im Anschluss nach seiner Verurteilung im Slánský-Prozess hingerichtet wurde.

## Leben
Fischl, der aus einer jüdischen Familie stammte, begann nach dem Abitur an einem Gymnasium in Pilsen ein Studium der Rechtswissenschaften an der Karls-Universität. Bereits während des Studiums trat er 1928 der Kommunistischen Partei KSČ (Komunistická strana Československa) bei und nahm nach Abschluss des Studiums 1931 eine Tätigkeit als Rechtsanwalt auf.  Nach der Zerschlagung der Rest-Tschechei im März 1939 ging er ins Exil ins Vereinigte Königreich, aus dem er nach Ende des Zweiten Weltkrieges zurückkehrte.
Nach der Gründung der Tschechoslowakischen Republik 1948 wurde Fischl stellvertretender Finanzminister. Nach der Gründung der Deutschen Demokratischen Republik am 7. Oktober 1949 wurde er am 1. Dezember 1949 erster Botschafter der Tschechoslowakei in der DDR. Er wurde im März 1951 von diesem Botschafterposten abberufen und im Juni 1951 verhaftet.
Am 23. November 1951 wurde Fischl im Zuge der Affäre um den US-amerikanischen Diplomaten und marxistischen Aktivisten Noel Field verhaftet und des Hochverrats angeklagt. Dabei spielte ein durch die sowjetische Ärzteverschwörung jener Zeit inspirierter Antisemitismus eine wichtige Rolle. Fischl war wie die Mehrzahl seiner Mitangeklagten jüdischer Herkunft.
Im Eröffnungsplädoyer des Slánský-Prozesses  erklärte der Generalstaatsanwalt Josef Urválek:
„Die Verschwörer um Slánsky und Fischl organisierten nach der Gründung des Staates Israel unter dem Vorwand der Auswanderung von Juden nach Israel die illegale Flucht einer großen Anzahl kapitalistischer und feindlicher Elemente aus der Tschechoslowakei und den benachbarten volksdemokratischen Ländern, indem sie kapitalistische Elemente beschützten und unterstützten und dadurch die Ausfuhr von Vermögen im Werte von vielen Milliarden aus der Tschechoslowakei gestatteten.“
In diesem Schauprozess vor dem neu errichteten Staatsgericht wurde Fischl zum Tode verurteilt und am 3. Dezember 1952 zusammen mit zehn weiteren Mitangeklagten im Gefängnis Pankrác gehängt. Ihre Leichen wurden verbrannt. Mitarbeiter der Staatssicherheit streuten die Asche auf ein Feld außerhalb Prags. Gut zehn Jahre später wurde er 1963 rehabilitiert.

## Angeklagte im Slánský-Prozess (20.–27. November 1952)

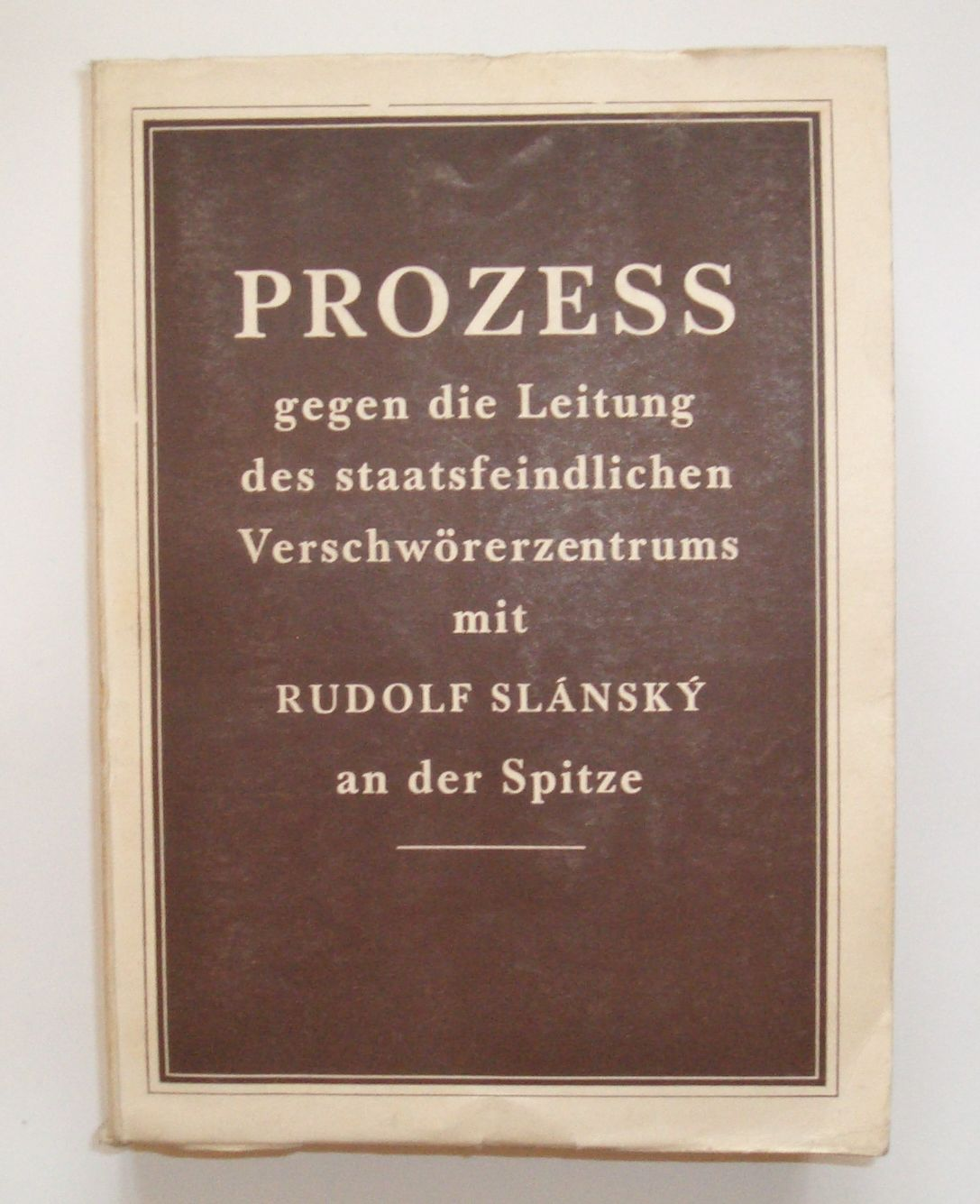
Prozessprotokoll in deutscher Sprache, Justizministerium Prag (1953)

- Vladimír Clementis (1902–1952) – Todesstrafe
- Otto Fischl (* 1902) – Todesstrafe
- Josef Frank (1909–1952) – Todesstrafe
- Ludvík Frejka, alias Ludwig Freund (* 1904) – Todesstrafe
- Bedřich Geminder (* 1901) – Todesstrafe
- Vavro Hajdů (* 1913) – lebenslang
- Evžen Löbl (* 1907) – lebenslang
- Artur London (1915–1986) – lebenslang
- Rudolf Margolius (1913–1952) – Todesstrafe
- Bedřich Reicin (* 1911) – Todesstrafe
- Otto Katz alias André Simone (* 1895) – Todesstrafe
- Rudolf Slánský (1901–1952) – Todesstrafe
- Otto Šling (1912–1952) – Todesstrafe
- Karel Šváb (* 1904) – Todesstrafe